# Corentin Jean
Corentin Jean (Blois, 15 juli 1995) is een Frans voetballer die doorgaans als aanvaller speelt. Hij verruilde AS Monaco in juli 2017 voor Toulouse FC.

## Clubcarrière
Jean komt uit de jeugdopleiding van Troyes AC. Hij debuteerde in het eerste elftal van Troyes AC in de Coupe de la Ligue, tegen Stade Rennais. Hij scoorde meteen bij zijn debuut. Twee minuten nadat hij vervangen werd door Mohamed Yattara, scoorde Romain Alessandrini voor Stade Rennais, waardoor Troyes uit de bekercompetitie lag. In zijn eerste seizoen scoorde hij drie doelpunten in vijftien wedstrijden in de Ligue 2.

## Interlandcarrière
Jean kwam uit voor diverse Franse jeugdelftallen. Hij debuteerde in 2013 in Frankrijk -19.
2 Nicolaisen ·
3 McKenzie ·
4 Cresswell ·
5 Genreau ·
6 Akdağ ·
7 Aboukhlal ·
8 Sierro  ·
9 Magri ·
10 Gboho ·
12 Kamanzi ·
13 King ·
15 Dønnum ·
17 Suazo ·
19 Sidibé ·
20 Schmidt ·
21 Zajc ·
23 Cásseres ·
30 Domínguez ·
50 Restes ·
80 Babicka ·
Coach: Martínez